# Pawłowice (powiat sochaczewski)
Pawłowice – wieś w Polsce położona w województwie mazowieckim, w powiecie sochaczewskim, w gminie Teresin. Ma status sołectwa. Leży nad Utratą.
Wieś szlachecka położona była w drugiej połowie XVI wieku w powiecie sochaczewskim ziemi sochaczewskiej województwa rawskiego. W latach 1975–1998 miejscowość należała administracyjnie do województwa skierniewickiego.
We wsi znajduje się kościół z początku XIX wieku, który jest siedzibą parafii św. Bartłomieja Apostoła. W strukturze kościoła rzymskokatolickiego parafia należy do metropolii warszawskiej, archidiecezji warszawskiej, dekanatu błońskiego. 
Znajduje się tutaj także park podworski z połowy XIX wieku. W XIX wieku był to wielki majątek ziemski rodziny Iwanickich, który został pod koniec wieku zagarnięty przez władze rosyjskie.